# Dabrac
Dabrac (cyr. Дабрац) – wieś w Bośni i Hercegowinie, w Republice Serbskiej, w gminie Mrkonjić Grad. W 2013 roku liczyła 68 mieszkańców.